# Водица
Водица (Водице) је насељено мјесто у општини Шипово, Република Српска, БиХ. Према попису становништва из 1991. у насељу је живјело 268 становника.

## Становништво
| Националност       | 1991. | 1981. | 1971. | 1961. |
| Срби               | 268   |       |       |       |
| остали и непознато |       |       |       |       |
| Укупно             | 268   | '     | '     | '     |

| Демографија | Демографија | Демографија |
| Година      | Становника  | Становника  |
| ----------- | ----------- | ----------- |
| 1961.       | 618         |             |
| 1971.       | 574         |             |
| 1981.       | 352         |             |
| 1991.       | 268         |             |

### Презимена
- Наић, Срби[2]
- Јандрић, Срби[2]
- Миловац, Срби[2]
- Плавшић, Срби[2]
- Полић, Срби[2]
- Поповић, Срби[2]
- Савковић, Срби[2]
- Тешић, Срби[2]
- Рато, Срби[2]
- Илић, Срби[2]